# Parafia Nawrócenia św. Pawła w Pyskowicach
Parafia Nawrócenia św. Pawła – erygowana 1 września 1991 roku rzymskokatolicka parafia w Pyskowicach, należąca do diecezji gliwickiej i dekanatu Pyskowice.
Starania o budowę nowej świątyni w Pyskowicach podjął ksiądz prałat August Duffek (ówczesny proboszcz parafii św. Mikołaja w centrum Pyskowic), gdyż jedna parafia nie była zdolna spełnić potrzeb duchowych wiernych tak licznego miasta (parafian było ponad 24 tysiące). Po wielu zmaganiach z formalnościami i władzami PRL udało się doprowadzić do budowy (1985). Budowniczym kościoła i zarazem pierwszym proboszczem parafii został ksiądz Leonard Stroka (zm. 4 maja 2016). Nadanie kościołowi tytułu Nawrócenia św. Pawła nawiązywało do dawnej tradycji, gdyż w XIII wieku jedyny kościół w Pyskowicach został poświęcony św. Pawłowi. Kamień węgielny, wmurowany w prezbiterium kościoła, został poświęcony przez papieża Jana Pawła II podczas jego pobytu na Górze św. Anny. 21 września 2003 ówczesny biskup ordynariusz diecezji gliwickiej, Jan Wieczorek, i biskup pomocniczy diecezji opolskiej, Paweł Stobrawa, dokonali aktu konsekracji kościoła.
Na przestrzeni lat wstawiono witraże i zakupiono organy. Powstały także dwie kaplice boczne: Matki Bożej Nieustającej Pomocy (2011) i św. Jana Pawła II (2014, z jego relikwiami). Przy parafii jest jeszcze kaplica pw. Matki Bożej Fatimskiej (poświęcona w sierpniu 1991).